# Swartzia hostmannii
Swartzia hostmannii är en ärtväxtart som beskrevs av George Bentham. Swartzia hostmannii ingår i släktet Swartzia och familjen ärtväxter. Inga underarter finns listade i Catalogue of Life.